# & (мини-альбом)
[&] — четвёртый мини-альбом южнокорейской гёрл-группы Loona, выпущенный 28 июня 2021 года на лейблах Blockberry Creative (Корея) и Universal Music Japan (Япония). Дистрибуцией занимается компания Kakao Entertainment.
Мини-альбом записан полным составом из 12 девушек после возвращения Хасыль после лечения. Песни с него выполнены в большом количестве разных стилей, таких как пауэр-поп, данс-поп, R&B, джаз, хип-хоп, Lo-Fi и традиционные болливудские композиции. В качестве сингла вышла песня «PTT (Paint The Town)», которую ряд критиков оценил как наиболее «энергичную» композицию группы, отметив при этом её схожесть с композициями других k-pop-коллективов. В целом же мини-альбом получил средние оценки, как позитивные, так и смешанные.

## Подготовка, релиз, продвижение
1 июня 2021 года, в полночь по стандартному корейскому времени (UTC+9:00) Loona в своих социальных сетях анонсировали выход своего четвёртого мини альбома [&], который должен был состояться в конце месяца, 28 июня. Одновременно с этим они выпустили тизер-постер с надписью «citius, altius, fortius. Acta est fabula, plaudite» (с лат. — «Быстрее, выше, сильнее. Спектакль окончен, аплодисменты»). На следующий день появилось тизер-фото под названием «XII», что означало релиз с участием 12 человек, что фактически подтвердило возвращение Хасыль в группу. Она не принимала участие в двух предыдущих релизах, будучи сосредоточенной на излечении своих психических расстройств. После этого своё участие в мероприятиях группы подтвердила и сама девушка. С 3 по 23 июня публиковались индивидуальные тизеры каждой из участниц с образами для альбома. Полноценной видео вышло за три дня до релиза, 25 июня. Ранее, 10 июня, появился треклист альбома, а в качестве заглавного сингла был анонсирован трек «PTT (Paint The Town)». Кроме этого тогда же появилась и информация о том, что альбом выйдет с 4 версиями артбуков и с 4 версиями обложек. Первый трейлер альбома появился 23 июня 2021 года. В видео одна из участниц коллектива, Ким Лип входит в огромный храм, что перекликается со сценой из её дебютного сольного клипа «Eclipse». Затем место заливает интенсивный красный свет и начинается барабанный бой. Под него одетая в красную школьную форму Ким Лип встаёт на алтарь, расположенный в центре храма. Это говорило о том, что новый альбом продолжит раскрывать концепцию предыдущих релизов группы. В дальнейшем группа выпустила ещё два трейлера к альбому.
В честь релиза альбома группа провела два онлайн-мероприятия — специально сделанную для фанатов конференцию «Premier Greeting [D&D]» за день до релиза и онлайн концерт «On Wave [LOONATHEWORLD: &]», состоявшийся в день релиза, 28 июня. После релиза группа выступила на многих крупных музыкальных мероприятиях родной страны, в частности M Countdown (Mnet), Music Bank (Korean Broadcasting System) и Show! Music Core (Munhwa Broadcasting Corporation). 9 июля же у одного из сотрудников, который работал с группой обнаружили COVID-19, из-за чего всем участницам сразу же провели ПЦР-тест, который показал отрицательный результат. Несмотря на это в Blockberry Creative объявили о временном прекращении мероприятий, связанных с продвижением пластинки, и временной самоизоляции участниц. Продвижение и работа над новым релизом возобновились десять дней спустя после повторного отрицательного тестирования на заражение.

## Музыкальный стиль
Альбом в целом получил разнообразное звучание. Разные песни с него варьируются от болливудоподобной стилистики и корейских восточных поп-баллад до джаза, пауэр-попа, R&B и Lo-Fi звучания. Так вступительная композиция с альбома является инструментальной и задаёт тёмный и таинственный стиль всего альбома. Ведущий сингл альбома «PTT (Paint The Town)» — песня, записанная в стиле смешения жанров данс-поп и хип-хоп и являлась наиболее «интенсивной» и «взрывной» песней коллектива на момент выхода. В ней же присутствуют элементы, характерные для типичных песен Болливуда — в ней присутствуют звуки флейты в сочетании с дабстепом и 808-ми басами, а также индийская флейта, на которой играется основной мотив песни. Вступительная часть песни представляет собой семпл из Vol. 3 диджея KSHMR индийского происхождения. «Wow» представляет собой джазовую композицию с «бодрящим припевом», а «Be Honest» — электропоп с «олдскульным звучанием». «Dance On My Own» — вторая полноценная песня группы целиком на английском языке после сингла 2020 года «Star». Это пауэр-поп о танцах в одиночестве и самоотрешении. «A Different Night» — глубокая баллада с «мечтательным» звучанием в лёгких тонах. Последний трек «U R» — это песня в стиле Lo-Fi R&B с фортепиано и электрогитарой.

## Критика
| Оценки критиков     | Оценки критиков |
| Источник            | Оценка          |
| ------------------- | --------------- |
| IZM                 | [ 11 ]          |
| New Musical Express | [ 16 ]          |
| The Quietus         | Положительная   |

В рецензии для вебзина The Quietus Вероника Бастардо дала положительный обзор альбому. Она писала, что все треки альбома звучат приятно, а некоторые из них удивляют своей стилистикой. По словам Вероники, в данном случае «Loona вернулись с альбомом, который идеально подходит для того, чтобы закрепить себя в качестве эталона поп-музыкального стиля для международной аудитории».
Рецензент IZM, южнокорейского портала о поп-культуре, поставил альбому среднюю оценку в 3 звезды из пяти. Он назвал заглавный сингл наиболее «мощной» и «энергичной» композицией группы, обладающим этнической атмосферой смеси Болливуда и дабстепа с агрессивной мелодией. Однако всю уникальность и индивидуальность композиции, по словам автора, «размывают» условности жанра, из-за которых песня становится слишком похожа на работы BLACKPINK, (G)I-DLE и Everglow. «Wow» рецензент назвал «заводной джазовой песней» с ритмичной мелодией, «Be honor» — летней песней с необычной атмосферой, а «U R» — «мечтательной» композицией в Lo-Fi-звуком.
Кей Руби, рецензент New Musical Express, также дала альбому среднюю оценку в 3 звезды из пяти возможных. Она писала, что со своим «гипнотическим звуком флейты» вступительный одноимённый трек «&» является хорошим вступлением к ведущему синглу «PTT (Paint The Town)», который она похвалила за болливудский стиль и «придающую уникальность» фьюжн-мелодию, однако в припеве она расслышала явную новую версию главного корейского хита того же года, «Kill This Love» от BLACKPINK, не определившись, хорошо это или плохо. И хотя эту песню многие рецензенты описывали как наиболее «взрывную» работу группы, Руби посчитала её куда более спокойной, нежели «So What» 2020 года. Следом, по словам рецензентки, контраст резко меняется, и начинается спокойная и «идеальная для летнего прослушивания» «Wow». Такой же по стилю журналистка посчитала и «Dance On My Own». Песня «A Different Night» же, являясь балладой, демонстрирует вокальное мастерство девушек. И хотя, по словам Руби, в целом работа вышла положительной, «мерцанием неловкости» она посчитала «Be Honest», в котором интересная тема олдскула оказалась не раскрыта. Однако основной причиной средней оценки журналистка назвала в целом среднее звучание альбома, как и заглавного сингла, что меркнет как на фоне близкого по звуку суперхита BLACKPINK, так и на фоне предыдущей работы группы.

## Номинации
[&] получил номинацию на премию «альбом года» на Golden Disk Awards 2022 года, став первой номинацией группы на эту награду за всё время её существования.

## Список композиций
| №                   | Название               | Текст песни                                                               | Музыка                                                                                                  | Arrangement                                                               | Длительность |
| ------------------- | ---------------------- | ------------------------------------------------------------------------- | --- | ------------------------------------------------------------------------- | ------------ |
| 1.                  | «&»                    |                                                                           | Ryan S. Jhun Hanif Hitmanic Sabzevari Dennis DeKo Kordnejad                                             | Jhun Sabzevari Kordnejad                                                  | 1:19         |
| 2.                  | «PTT (Paint the Town)» | Jhun Sabzevari Kordnejad YOUHA                                            | Jhun Sabzevari Kordnejad YOUHA                                                                          | Jhun Sabzevari Kordnejad                                                  | 3:21         |
| 3.                  | «WOW»                  | YOUHA                                                                     | ALYSA Anna Timgren Harold Phillippon Jhun                                                               | Alawn ALYSA Jhun                                                          | 2:58         |
| 4.                  | «Be Honest»            | Jo Yoon-kyoung                                                            | Christian Karlstrom Cazzi Opeia Ellen Berg                                                              | Karlstrom Jhun Kordenejad                                                 | 3:16         |
| 5.                  | «Dance On My Own»      | Gino Barletta Melanie Joy Fontana Michel Schutz Nolan W. Sipe             | Schulz                                                                                                  | Schulz                                                                    | 2:37         |
| 6.                  | «A Different Night»    | Yoon Hee-won (Chansline) Han Yeon-ji (Chansline)                          | Yoon Hee-won (Chansline) Lee Gwan-hyoung (Chansline) Han Yeon-ji (Chansline) Hwang Chan-hee (Chansline) | Lee Gwan-hyoung (Chansline) Han Yeon-ji (Chansline)                       | 3:38         |
| 7.                  | «U R»                  | Jang Ju-na (Chansline) Park Shin-ae (Chansline) Choi Young-ah (Chansline) | Jang Ju-na (Chansline) Park Shin-ae (Chansline) Choi Young-ah (Chansline) Hwang Chan-hee (Chansline)    | Jang Ju-na (Chansline) Park Shin-ae (Chansline) Choi Young-ah (Chansline) | 3:04         |
| Общая длительность: | Общая длительность:    | Общая длительность:                                                       | Общая длительность:                                                                                     | Общая длительность:                                                       | 20:16        |

## Чарты
| Чарт (2021)                             | Высшая позиция |
| --------------------------------------- | -------------- |
| Япония (Oricon)                         | 46             |
| Japan Download Albums (Billboard Japan) | 48             |
| Польша (ZPAV)                           | 49             |
| South Korean Albums (Gaon)              | 4              |
| UK Digital Albums (OCC)                 | 21             |
| US Heatseekers Albums (Billboard)       | 24             |
| США (Billboard Independent Albums)      | 59             |
| США (Billboard World Albums)            | 14             |

| Чарт (2021)                | Высшая позиция |
| -------------------------- | -------------- |
| South Korean Albums (Gaon) | 11             |

| Чарт (2021)                | Позиция |
| -------------------------- | ------- |
| South Korean Albums (Gaon) | 82      |